# Oorlogsmonument Goor
het oorlogsmonument in Goor is een standbeeld dat tegenwoordig in het parkje tussen de Diepenheimseweg en de Waterstraat geplaatst is. Het monument is ontworpen door Janny Brugman-de Vries en onthuld op vier mei 1957.  Het beeld is opgedragen aan alle betrokkenen tijdens de Duitse bezetting en het verzet. Op het in 2010 bijgezette informatiebord staan in het bijzonder de troepen van de eerste Poolse pantserdivisie vermeld, die Goor op 8 april 1945 hebben bevrijd.

## Geschiedenis
Bij de inval van de Duitse troepen in Nederland op 10 mei 1940 kwam Goor onder Duitse bezetting. Tijdens de bezetting hebben in Goor tweemaal deportaties van Joden plaatsgevonden, in 1941 en 1942.  Het aantal Joodse inwoners in Goor daalde dan ook van 58 in 1941, naar 17 in 1947.  Andere inwoners van Goor werden slachtoffer van de razzia op 27 oktober 1944, waarbij Duitse soldaten in Goor werkkrachten zochten voor Organisation Todt. Ook werd het centrum op 24 maart 1945 door geallieerde bommenwerpers gebombardeerd.
De stad is op 8 april 1945 door Poolse troepen bevrijd.  Het oorlogsmonument is in 1957 onthuld ter nagedachtenis aan alle slachtoffers tijdens de bezetting, en alle betrokkenen bij het verzet en de bevrijding.

## Locatie
Oorspronkelijk was het beeld geplaatst op de hoek bij de Grotestraat en de Laarstraat in Goor, in een gemeenteplantsoen bij wat destijds de Twentse bank was (tegenwoordig het gebouw van de ABN-bank). Het monument werd tussen 1995 en 1996 verplaatst naar de huidige locatie tussen de Diepenheimseweg en de Waterstraat.

## Omschrijving en inrichting

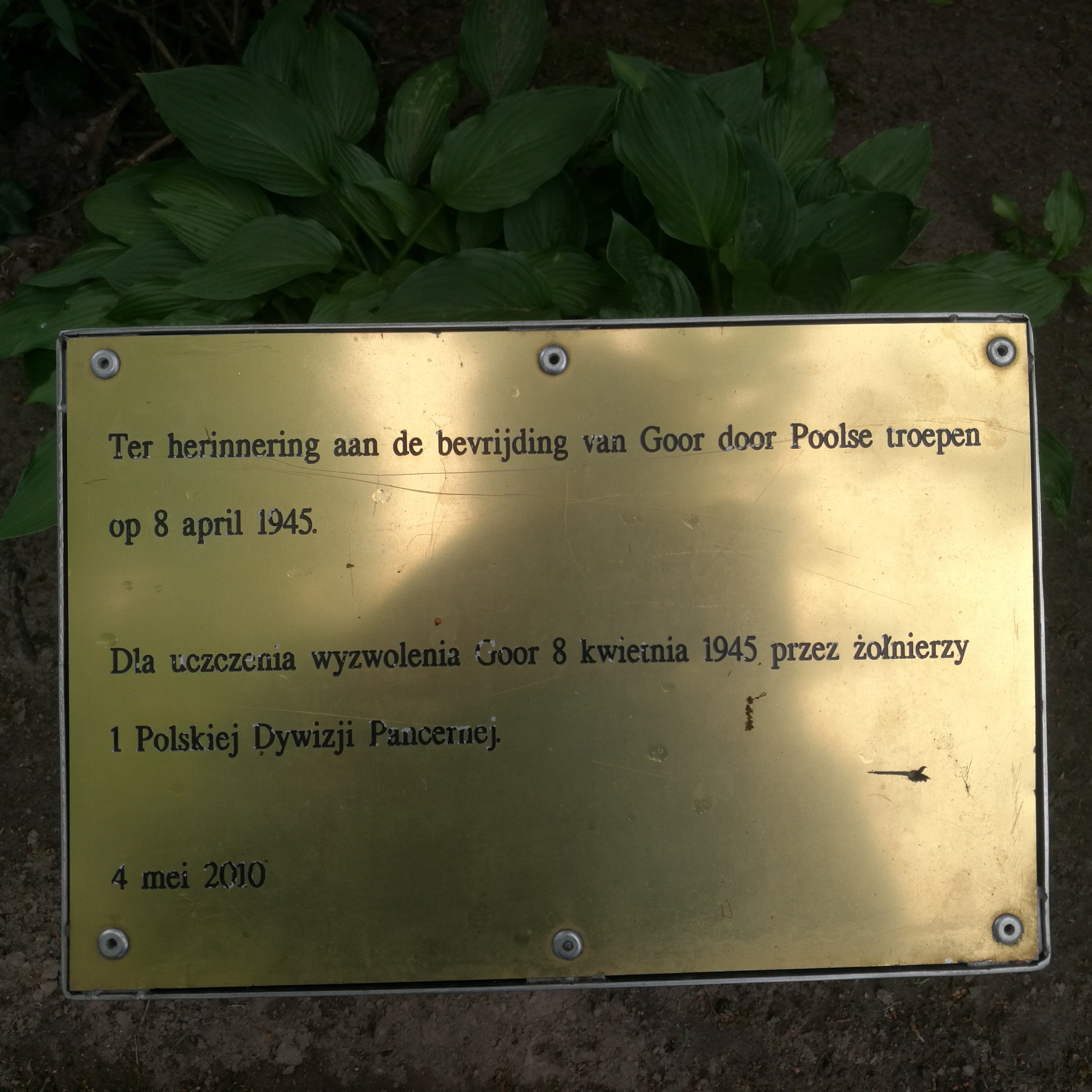
Het bord bij het monument. foto gemaakt op 5 mei 2019.

het monument is een beeld van een zittende vrouwenfiguur met haar rechterhand op haar hart. Het is ontworpen door beeldhouwster Janny Brugman-de Vries, die er in 1948 aan begon.  Op het voetstuk staan de jaartallen 1940-1945 vermeld. Tegenwoordig is het geplaatst op een verhard stuk grond en bijgezet door een metalen bord en een vlaggenmast. Op het bord staat de tekst:
‘Ter herinnering aan de bevrijding van Goor door Poolse troepen op 8 april 1945.
 Dla uczczenia wyzwolenia Goor 8 kwietnia 1945 przez zolnierzy 1 Polskiej Dywizji Pancernej. 
 4 mei 2010.’
4 mei 2010 verwijst naar de datum waarop het bord is geplaatst.

## Omvang
De verharde grond waarop het beeld is geplaatst is ongeveer twee bij twee meter. Het beeld zelf neemt daarvan ongeveer een vierkante meter in. De vrouwenfiguur is op ware grootte, ze zit op een voetstuk van ongeveer een meter hoog. Het geheel is 1 meter 90 hoog.

## Plechtigheden
Het beeld is op 4 mei 1957 onthuld, in bijzijn van Ria Bos (Dochter van Evert Bos, een verzetsman) en Arend Jebbink (Zoon van een vrouw die omkwam bij het bombardement in 1945). Tegenwoordig worden jaarlijks tijdens de dodenherdenking bloemen gelegd bij de voet van het standbeeld.

## Symbolen
De geknielde houding van de vrouw symboliseert nederigheid en somberheid. De hand op haar hart geeft daarentegen een vastberaden uitstraling.